# Гончар Михайло Тимофійович
Гончар Михайло Тимофійович (2 січня 1922-10 січня 2015) — український вчений в галузі лісівництва, кандидат сільськогосподарських наук, професор кафедри біології, селекції і захисту рослин (сучасна кафедра агроекології і біології) Львівського національного університету природокористування. Академік Лісівничої академії наук України.

## Біографія
Михайло Тимофійович народився 2 січня 1922 року в с. Ріпки Богодухівського району Харківської області України.
У 1951 році закінчив Харківський сільськогосподарський інститут імені В. В. Докучаєва за спеціальністю «лісомеліорація», кваліфікація — «лісівник-меліоратор».
З 1951 по 1954 роки аспірант кафедри загального лісівництва Харківського сільськогосподарського інституту, асистент на кафедрі (1954—1957). Кандидат сільськогосподарських наук з 1955 року, доцент кафедри загального лісівництва Харківського сільськогосподарського інституту з 1958 року. У 1958—1959 роках заступник директора з навчальної роботи, доцент кафедри лісівництва.
З 1960 року викладав у Львівському сільськогосподарському інституті; його директор, пізніше ректор (1960—1988, у віці 38 років став наймолодшим ректором України на той час), за сумісництвом — завідувач кафедри «Меліорації і лісівництва», пізніше — «Біології, лісівництва і захисту рослин». Докладав чимало зусиль до розбудови нових навчальних корпусів, формування соціально-побутової інфраструктури, формування наукових шкіл. Завдяки йому Львівський інститут у 1965 році став першим навчальним закладом у Західному регіоні України, в якому було створено спеціалізовану вчену раду з правом захисту кандидатських дисертацій.
Вчене звання професора присвоєно у 1974 році по кафедрі ботаніки, фізіології рослин і лісівництва Львівського сільськогосподарського інституту.
Протягом 1965—1989 років здійснював керівництво аспірантурою цього вищого навчального закладу. Під його керівництвом було захищено 10 кандидатських дисертацій.
Протягом 1970—1980 років був головою президії Львівської обласної ради товариства охорони природи; членом правління і заступником голови президії Львівської обласної організації товариства «Знання». Читав лекції для працівників села.
Протягом 1990—2002 років був професором кафедри біології, селекції і захисту рослин (тепер кафедра агроекології і біології). Науково-педагогічний стаж роботи становить 48 років.
Помер 10 січня 2015 року.

## Науковий доробок
Гончар Михайло Тимофійович вивчав біоекологічні взаємозв'язки у лісових фітоценозах для вирішення питань підвищення продуктивності лісонасаджень, раціонального використання потенціальної родючості ґрунтів, інтенсифікації кругообігу речовин і їх використання для потреб живлення рослин. Дослідження взаємовідносин деревних порід проводились у рівнинних лісах західних областей України. Зокрема, вивчались взаємовідносини сосни з дубом звичайним, сосни з березою повислою, вільхи чорної із сосною та ясенем звичайним, модрини японської з дубом звичайним і буком лісовим у різних типах лісорослинних умов.
Інший напрямок наукових досліджень була проблема рекультивації земель техногенного походження. Особливо цікавила тема лісової рекультивації відвалів сірковидобувної промисловості Львівщини. Важливе місце в науковій діяльності Гончара займала екологічна тематика, охорона життєвого середовища, раціональне використання природних ресурсів, збереження родючості ґрунтів, охорони їх від ерозії та хімічного забруднення.
За роки науково-педагогічної діяльності професор Гончар М. Т. видав близько 140 наукових, науково-популярних та навчально-методичних праць:
- (рос.) Гончар М. Т. Биоэкологические взаимосвязи древесных пород в лесу. — Львов: Вища школа, 1977. — 162 с.
- (рос.) Гончар М. Т. Земля — наша кормилица. — Львов: Вища школа, 1981. — 133 с.
- (рос.) Гончар М. Т. Лесные фитоценозы: повышение продуктивности и охрана. — Львов: Вища школа, 1983. — 168 с.
- (рос.) Гончар М. Т. Экологические проблемы сельскохозяйственного производства. — Львов: Вища школа, 1986. — 144 с.
- Гончар М. Т., Ментух О. С. Ботаніка: Методичні поради до вивчення латинських назв рослин для студентів 1 курсу денної форми навчання за спец. 7.13.01.02 «Агрономія», 7.13.01.04 «Плодоовочівництво та виноградарство». — Львів, 1997. — 44 с.
- Гончар М. Т. Випробування на зрілість: спогади і роздуми ректора / М. Т. Гончар. — Київ: Академія, 2007. ISBN 966-580-226-7.

## Нагороди
Гончар Михайло Тимофійович заслужений працівник вищої школи Української РСР (1981), двічі нагороджений Почесним знаком (1961, 1966), Знаком Пошани (2001). Кавалер 7 орденів: Ордена Жовтневої революції (1971), Ордена Трудового Червоного Прапора (1977) та ін. У 2006 році отримав нагороду «Відмінник аграрної освіти та науки». Про його трудову і наукову діяльність написана низка статей як у вітчизняних, так і закордонних виданнях. Визнано найкращим серед наукових працівників Львівської області на Всеукраїнському конкурсі «Найкращий за професією».